# 목동자리
목동자리(Boötes)목동자리는 동쪽 하늘의 별자리로, 봄철 저녁 하늘에 잘 보인다. 목동자리는 "목동herdsman" 또는 "쟁기질 하는 사람 plowman"으로 주로 알려져 있다. 목동자리는 하늘에서 세 번째로 밝은 별인 아르크투루스를 포함하고 있으며 "곰의 수호자"라는 의미가 있다. 동아시아의 별자리에서는 각수(角宿)와 항수(亢宿)에 속하며, 대각, 섭제, 제석 등의 나뉜 여러 별자리에 해당한다.
목동자리는 적위 +60° ~ -50°, 적경 13시 ~ 16시에 위치한다.

## 별과 천체
목동자리 α는 아크투루스의 명칭이 있다. 이 별의 실시등급은 -0.05이며, 적색거성으로, 북쪽 하늘에서는 가장 밝은 별이다. 이 별은, 처녀자리 스피카, 사자자리 데네볼라와 함께 봄의 대삼각형을 그린다.
목동자리 ε은 이자르로 불리며, 2.35 등급으로 목동자리에서 두 번째로 밝은 별이다. 이 별은 5.1등급의 별과 연성을 이룬다. 오렌지색과 청색의 이중성으로, 매우 아름답다는 의미의 '풀케리마(Pulcherrima)'라는 이름을 붙이기도 한다.
목동자리 τ(τ Boötis)는 비교적 태양과 비슷한 별이다. 이 별은 무겁고 뜨거운 행성 목동자리 τ Ab을 거느리고 있는데, 이는 네 번째로 발견된 태양계 외 행성이며, 많이 연구되었다.
목동자리에는 아마추어 천문가들의 관측에 적당한 이중성들이 많이 있다.
NGC 5466은 성긴 구상성단으로, 대부분의 망원경으로 관측할 수 있다. 이 성단은 윌리엄 허셸에 의해 1784년 5월 17일에 발견되었다.
목동자리 공동(void)은 우주 공간 중 은하계가 없는 넓은 구역으로, 목동자리의 영역에 위치한다.
사라진 별자리의 이름을 딴 사분의자리 유성군이 있다.

## 신화와 역사
희미한 별들을 포함하여, 목동자리는 큰곰자리를 향한 큰 사람의 형체를 하고 있다.

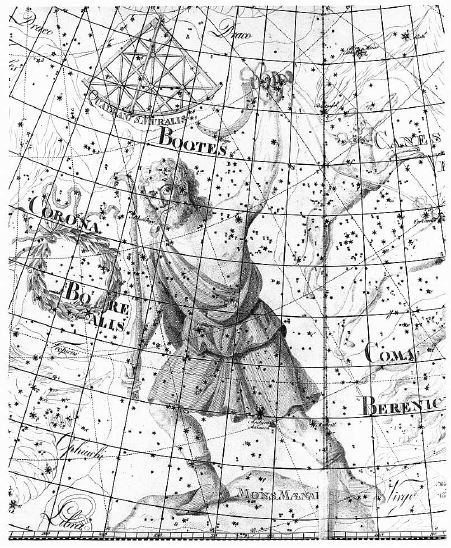
우라노그라피아(1801년)의 목동자리. 위쪽에 사분의자리가 있다.

목동이 누군지에 대해선 확실한 이야기가 없다. 어떤 이야기에서는, 두 마리의 개 카라(Chara)와 아스테리온(Asterion)을 이용하여 큰곰자리에 있는 소를 모는 남자라고 한다. (여기에서 '개'는 사냥개자리와 관련이 있다.) 소는 북극에 묶여 있어서 목동자리는 줄곧 하늘의 같은 길을 회전한다.
목동은 또한 쟁기를 발명했다고도 한다. 이는 경작의 여신인 케레스(Ceres)를 매우 기쁘게 하여, 주피터에게 그 상으로 하늘에 별자리를 만들게 했다고 한다.
또 다른 이야기에서는 포도를 재배하는 '이카루스'라 한다. 그는 어느날, 로마의 신 바커스(디오니소스)를 초대하여 그의 포도밭을 보여주었다. 바커스는 술을 만드는 비법을 이카루스에게 몰래 가르쳐주었고, 알코올 음료에 감명받은 이카루스는 친구들을 불러 맛보게 하였다. 이전에 술을 마셔보지 않은 이들은 모두 취하여 다음날 아침 대단한 후유증과 함께 깨어났다. 그리고 이카루스가 그들을 독살하려 했다고 오해하여 잠들어 있는 이카루스를 죽였다. 바커스는 이카루스를 기려 하늘의 별 사이에 올려 주었다.
목동자리는 그 팔이 북극 부근에 있고 황도 부근에 서 있어서 고대 그리스 전설에 의한 별자리로 여겨지기도 한다.
메소포타미아문명 이전에 목동이 만들어낸 현존하는 가장 오래된 별자리라는 주장도 있다.